# Galicea Mare
Galicea Mare é uma comuna romena localizada no distrito de Dolj, na região de Oltênia. A comuna possui uma área de 53.14 km² e sua população era de 4585 habitantes segundo o censo de 2007.